# Brlog (Pirot)
Pour les articles homonymes, voir Brlog.
Brlog (en serbe cyrillique : Брлог) est un village de Serbie situé dans la municipalité de Pirot, district de Pirot. Au recensement de 2011, il comptait 44 habitants.

## Démographie
| 1948 | 1953 | 1961 | 1971 | 1981 | 1991 | 2002 | 2011 |
| ---- | ---- | ---- | ---- | ---- | ---- | ---- | ---- |
| 519  | 520  | 448  | 302  | 192  | 130  | 83   | 44   |

|  |